# Terremoto de Iquique de 2008
El terremoto de Iquique de 2008, fue un sismo registrado el 4 de febrero de ese año a las 14:01 (hora local). Tuvo una magnitud de 6,3 MW, y alcanzó una intensidad máxima de VII en la escala de Mercalli.

## Sismología
El sismo tuvo epicentro a 12 kilómetros al noreste de Iquique, y tuvo una profundidad de 35 kilómetros. Fue sentido en gran parte del Norte Grande de Chile.
La intensidad máxima en la escala sismológica de Mercalli alcanzó los VII grados en Iquique y Alto Hospicio.

## Efectos
No se registraron daños ni víctimas por el sismo. Solo ocurrieron cortes parciales de energía eléctrica en Iquique y Alto Hospicio, que provocaron atochamiento vehicular en las principales avenidas. Además, se reportaron desprendimientos menores de terreno en la ruta A-16.

## Intensidades
| Lugar         | Intensidad percibida |
| ------------- | -------------------- |
| Iquique       | VII                  |
| Alto Hospicio | VII                  |
| Pozo Almonte  | VI                   |
| Huara         | VI                   |
| Pica          | V                    |
| Pisagua       | V                    |
| Arica         | IV                   |
| Antofagasta   | II                   |